# Криштелу (Каминья)
Криштелу (порт. Cristelo) — район (фрегезия) в Португалии, входит в округ Виана-ду-Каштелу. Является составной частью муниципалитета Каминья. По старому административному делению входил в провинцию Минью. Входит в экономико-статистический субрегион Минью-Лима, который входит в Северный регион. Население составляет 244 человека на 2001 год. Занимает площадь 2,55 км².